# Rudolf Fischer (Sprachwissenschaftler)

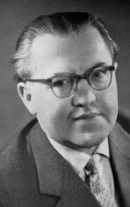
Rudolf Fischer, 1970

Rudolf Georg Fischer (* 18. Dezember 1910 in Königsberg an der Eger, Österreich-Ungarn; † 2. August 1971 in Erfurt) war ein böhmisch-deutscher Slawist und Bohemist und Onomastiker.

## Leben
Rudolf Fischer wurde als Sohn eines Schneidermeisters geboren. Er besuchte in Eger das Gymnasium und studierte nach dem Abitur in den Jahren 1929 bis 1935 an der Karls-Universität Prag slawische und deutsche Philologie.
Er wurde 1936 an der Karls-Universität Prag mit einem Thema über die slawischen Ortsnamen des Egerlandes und ihre Auswertungen für die Lautlehre und Siedlungsgeschichte promoviert. Von 1936 bis 1945 war er als Studienrat an höheren Schulen in Böhmisch Krumau, Reichenberg, Lobositz und Leitmeritz tätig. Das von ihm 1940 veröffentlichte Buch Namenkunde des Egerlandes wurde in der Zeit der deutschen Okkupation verfolgt und aus den Bibliotheken entfernt. Nach dem Zweiten Weltkrieg musste er im April 1946 aus der Tschechoslowakei nach Thüringen übersiedeln. Dort wohnte und arbeitete er als Lehrer in Arnstadt.
1950 habilitierte er sich an der Friedrich-Schiller-Universität Jena mit einer Arbeit zur Namenforschung der Orts- und Flurnamen im westlichen Böhmen und seiner Nachbarschaft. Von 1950 bis 1951 war er Lehrbeauftragter für Slawistik an der Universität Jena, von 1951 bis 1953 Professor mit vollem Lehrauftrag für Slawistik an der Universität Jena. 1953 wurde er als Professor mit Lehrstuhl für Slawistik an die Philosophische Fakultät der Karl-Marx-Universität Leipzig berufen. Bis 1969 war er ordentlicher Professor für Bohemistik an dieser Universität. 1969 wurde er wegen seines kritischen Standpunktes zur Niederschlagung des Prager Frühlings als politisch untragbar dieses Amtes enthoben.

## Wissenschaftliche Tätigkeiten
Sein wissenschaftliches Wirken, u. a. auch als Mitglied der Sächsischen Akademie der Wissenschaften, Mitglied des „Comité International des Sciences Onomastiques“, konzentrierte sich stark auf die Onomastik und deutsch-slawischen Beziehungen. Er war Mitbegründer des deutsch-polnischen Gemeinschaftsunternehmens „Onomastica Slavogermanica“.
Mit einer Vielzahl eigener Publikationen zur germanoslawischen Namenforschung und einer umfangreichen Herausgeber- und Redaktionstätigkeit wurde er weit über die Grenzen Deutschland hinaus bekannt.

## Schriften
- Die slawischen Ortsnamen des Egerlandes und ihre Auswertungen für die Lautlehre und Siedlungsgeschichte. Prag, 1936 (Dissertation).
- Probleme der Namenforschung an Orts- und Flurnamen im westlichen Böhmen und in seiner Nachbarschaft. Jena, 1950 (Habilitationsschrift).